# AN HTTPD
AN HTTPDとは、1996年に中田昭雄が開発した、Windowsで動作するWebサーバアプリケーションである。プロキシ/キャッシュサーバとしても動作可能である。
1996年7月13日からフリーウェアとして一般に配布されていたが、2015年2月頃に公式サイトが閉鎖された。

## 概要
公式にアナウンスされているWindowsの対応バージョンは、Windows 95/98/Me/NT/2000/XPである。Windows Vistaやそれ以降の対応状況については正式に発表・サポートされなかった。
ソフトウェア本体であるEXEファイルを実行すると、Webサーバーとして起動する。開発者が日本人であるため、メニューや設定画面の表記が標準で日本語である。各種設定作業をGUI上で行える一方、CUIで設定を行うことはできなかった。
その他、基本的な機能は以下の通りであった。
- マルチスレッド（最大50スレッド）に対応している。
- PerlやRuby、PHPなどがインストールされていれば、CGIやSSIも利用可能である。

（UNIX用に書かれたものは動かない場合もある）
- バーチャルホストに対応している。
- Windows NT/2000/XP では、サービスに登録して動作させることができる。

2006年4月2日にバージョン1.42pの公開を行った時点で、今後対応予定のバグや機能追加予定として170個以上の懸案が「対応中または対応予定」とされていたが、それ以降のバージョンは公開されず、今後の開発やサポート状況についても表明されることはなかった。2015年2月頃に公式サイトが閉鎖された。
ソフトウェアの開発にはBorland C++を使用していたほか、gzip圧縮にzlibを使用していた。

## 歴史
作者（中田昭雄）は勤務する会社で、HP-UXでCERN（W3C）を使用したWebサーバを構築していたが、社内の要望に合わせ、Windows 95で動作するWebサーバアプリケーションとして開発した。1996年3月17日に初版0.1alpha1が完成したが、一般には公開されなかった。
1996年7月13日、0.2beta1が作者個人の製作物として公開され、以降はフリーウェアとして一般に公開される。1998年9月20日に正式版が公開され、メッセージウィンドウや設定ダイアログが日本語で表示できるようになった。
1999年5月16日に公開された1.16で、初めてセキュリティホールが発覚、5月20日に対策版として1.16bが公開された。その後も次々とセキュリティホールが発見され、バージョンアップや対策版による対応が行われた。
2000年3月4日公開された1.33は、3月7日に「バグが多く、対応にしばらく時間が必要と思われる」と発表し、公開が中止された。
2002年、オンラインソフトウェア大賞に入賞した。
2006年4月、結果的に最終版となるバージョン1.42pが公開された。
その後は更新されず、2015年2月頃に公式サイトが閉鎖された。

## 関連書籍
一般公開された1996年から、多数の関連書籍で紹介・解説された。
- フリーソフトを使ってWindowsで自分のWebサーバを立てる ISBN 4-7973-2055-9
- 自宅サーバ for Windows XP ISBN 4-89977-028-6
- 家庭内ネットワークパーフェクトマニュアル ISBN 4-8443-1556-0
- 自宅に置けるぞWebサーバ ISBN 4-8163-3012-7
- 最新HTML&CGI入門 ISBN 4-87193-679-1
- Windows NT 武装化計画 ISBN 4-87966-893-1
- パソコンとパソコンをつなぐ法 ISBN 4-534-03009-6
- Windows XP で作る スマート自宅サーバー ISBN 4-774-12603-9